# China Doll
China Doll is een Amerikaanse oorlogsfilm uit 1958 onder regie van Frank Borzage.

## Verhaal
De Amerikaanse piloot Cliff Brandon dient tijdens de oorlog in Kunming, China. Daar vliegt hij geallieerde soldaten naar Birma. Hij koopt in een dronken bui een oosterse huishoudster uit Chongqing en hij wordt tot over zijn oren verliefd op haar.

## Rolverdeling
| Acteur         | Personage               |
| -------------- | ----------------------- |
| Victor Mature  | Kapitein Cliff Brandon  |
| Li Hua Li      | Shu-Jen                 |
| Ward Bond      | Priester Cairns         |
| Bob Mathias    | Kapitein Phil Gates     |
| Johnny Desmond | Sergeant Steve Hill     |
| Stuart Whitman | Luitenant Dan O'Neill   |
| Elaine Devry   | Alice Nichols           |
| Ann McCrea     | Mona Perkins            |
| Danny Chang    | Ellington               |
| Denver Pyle    | Kolonel Wiley           |
| Don Barry      | Sergeant Hal Foster     |
| Tige Andrews   | Korporaal Carlo Menotti |
| Steve Mitchell | Dave Reisner            |
| Ken Perry      | Sergeant Ernie Fleming  |
| Ann Paige      | Sally                   |